# Cúp Chủ tịch AFC 2006
Cúp Chủ tịch AFC 2006 là giải đấu bóng đá Cúp Chủ tịch AFC lần thứ 2 diễn ra từ ngày 10 đến 21 tháng 5 năm 2006 ở Kuching, Malaysia. Tám đội bóng chia vào hai bảng đá vòng tròn 1 lượt chọn 2 đội xếp đầu mỗi bảng vào thi đấu chéo ở bán kết. 2 đội thắng ở bán kết vào cho trận chung kết. Giải đấu này không có trận tranh hạng ba.

## Vòng đấu bảng

### Bảng A
| Đội               | Điểm | Số trận | Thắng | Hòa | Thua | Bàn thắng | Bàn thua | Hiệu số |
| ----------------- | ---- | ------- | ----- | --- | ---- | --------- | -------- | ------- |
| Khemara           | 7    | 3       | 2     | 1   | 0    | 8         | 3        | 5       |
| Tatung            | 6    | 3       | 2     | 0   | 1    | 10        | 6        | 4       |
| Transport United  | 3    | 3       | 1     | 0   | 2    | 2         | 7        | -5      |
| Quân đội Pakistan | 1    | 3       | 0     | 1   | 2    | 2         | 6        | -4      |

| 10 tháng 5 năm 2006 |       |                   |                               |       |
| Quân đội Pakistan   | 1 – 4 | Tatung            | Sân vận động Sarawak, Kuching | 17:30 |
| Khemara             | 2 – 1 | Transport United  | Sân vận động Sarawak, Kuching | 20:00 |
| 12 tháng 5 năm 2006 |       |                   |                               |       |
| Transport United    | 1 – 0 | Quân đội Pakistan | Sân vận động Sarawak, Kuching | 19:30 |
| 13 tháng 5 năm 2006 |       |                   |                               |       |
| Tatung              | 1 – 5 | Khemara           | Sân vận động Sarawak, Kuching | 10:00 |
| 14 tháng 5 năm 2006 |       |                   |                               |       |
| Quân đội Pakistan   | 1 – 1 | Khemara           | Sân vận động Sarawak, Kuching | 16:00 |
| Tatung              | 5 – 0 | Transport United  | Sân vận động Sarawak, Kuching | 18:30 |

### Bảng B
| Đội                        | Điểm | Số trận | Thắng | Hòa | Thua | Bàn thắng | Bàn thua | Hiệu số |
| -------------------------- | ---- | ------- | ----- | --- | ---- | --------- | -------- | ------- |
| Vakhsh                     | 6    | 3       | 2     | 0   | 1    | 6         | 4        | 2       |
| Dordoi-Dynamo              | 6    | 3       | 2     | 0   | 1    | 5         | 3        | 2       |
| Manang Marshyangdi Club    | 3    | 3       | 1     | 0   | 2    | 3         | 5        | -2      |
| Câu lạc bộ Thể thao Ratnam | 3    | 3       | 1     | 0   | 2    | 3         | 5        | -2      |

| 11 tháng 5 năm 2006        |       |                            |                               |       |
| Manang Marshyangdi Club    | 0 – 2 | Câu lạc bộ Thể thao Ratnam | Sân vận động Sarawak, Kuching | 18:30 |
| Dordoi-Dynamo              | 0 – 3 | Vakhsh                     | Sân vận động Sarawak, Kuching | 21:00 |
| 13 tháng 5 năm 2006        |       |                            |                               |       |
| Câu lạc bộ Thể thao Ratnam | 0 – 3 | Dordoi-Dynamo              | Sân vận động Sarawak, Kuching | 16:00 |
| Vakhsh                     | 1 – 3 | Manang Marshyangdi Club    | Sân vận động Sarawak, Kuching | 18:30 |
| 15 tháng 5 năm 2006        |       |                            |                               |       |
| Manang Marshyangdi Club    | 0 – 2 | Dordoi-Dynamo              | Sân vận động Sarawak, Kuching | 16:00 |
| Câu lạc bộ Thể thao Ratnam | 1 – 2 | Vakhsh                     | Sân vận động Sarawak, Kuching | 18:30 |

## Bán kết
| 17 tháng 5 năm 2006 |       |               |                               |       |
| Khemara             | 0 – 3 | Dordoi-Dynamo | Sân vận động Sarawak, Kuching | 20:00 |
| 18 tháng 5 năm 2006 |       |               |                               |       |
| Vakhsh              | 3 – 1 | Tatung        | Sân vận động Sarawak, Kuching | 20:00 |

## Chung kết
| 21 tháng 5 năm 2006 |            |        |                               |       |
| Dordoi-Dynamo       | 2 – 1 (hp) | Vakhsh | Sân vận động Sarawak, Kuching | 20:00 |

### Vô địch
| Cúp Chủ tịch AFC 2006 Dordoi-Dynamo Vô địch lần đầu tiên |